# Sisena República
La Sisena República, també coneguda com Nova República, és l'etapa política oberta al Brasil l'any 1985, un cop terminada la Dictadura Militar i reinstaurada la democràcia.
Es considera que la Sisena República s'inicia el 1985. Malgrat la campanya Diretas Ja! i la pressió interna exercida per congressistes com Dante de Oliveira, aquell any es van tornar a celebrar eleccions presidencials indirectes. El candidat oficialista proposat pels militars, Paulo Maluf, va perdre davant l'oposicionista Tancredo Neves. Es convertia així en el primer president no militar en més de vint anys. Neves, però, va morir abans de prendre possessió. Així, el vicepresident electe, José Sarney, va jurar el càrrec com a nou President del Brasil. Sota el seu govern, es redacta i promulga una nova Constitució (1988), que basteix l'estat de dret i la república presidencialista.
Històricament, fa part dels últims any del període conegut com la Guerra Freda, que va concloure després de les Revolucions de 1989 i el colapse de la Unió Soviètica l'any 1991.
El concepte Sisena República fa referència a la 6a Constitució promulgada des de la Proclamació de la República Brasilera de 1889:

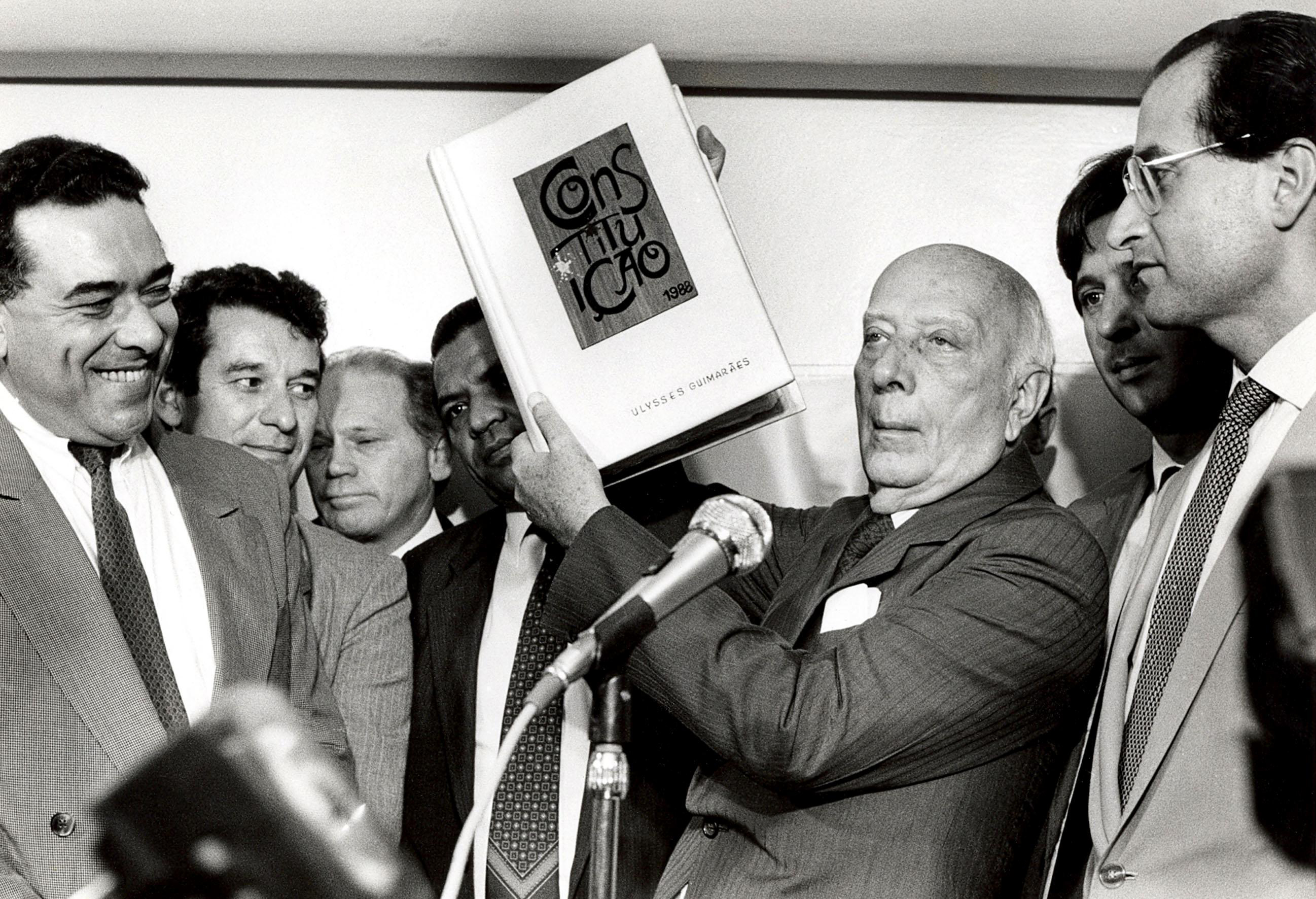
El president de la Cambra de Diputats, Ulysses Guimarães, sostenint la Constitució de 1988.

| República          | Període             | Inici Període | Data Constitució |
| ------------------ | ------------------- | ------------- | ---------------- |
| Primera República  | República Velha     | 1889          | 24 febrer 1891   |
| Segona República   | Era Vargas          | 1930          | 16 juliol 1934   |
| Tercera República  | Era Vargas          | 1937          | 10 novembre 1937 |
| Quarta República   | República Populista | 1946          | 18 setembre 1946 |
| Cinquena República | Dictadura Militar   | 1964          | 24 gener 1967    |
| Sisena República   | Nova República      | 1985          | 5 octubre 1988   |